# Vădurele (Alexandru cel Bun), Neamț
Vădurele este un sat în comuna Alexandru cel Bun din județul Neamț, Moldova, România.